# Plecturocebus discolor
Plecturocebus discolor é uma espécie de Macaco do Novo Mundo da família Pitheciidae e subfamília Callicebinae. Ocorre no Peru e Equador, sendo que ao sul do rio Marañón, sua distribuição está localizada entre os rios Ucayalí e Huallaga, e ao norte desse rio, entre os rios Napo e Santiago. No Equador, ocorre a leste dos Andes. Possui tufo branco na testa, contrastando com coroa de pelos de cor vermelha, assim como os membros.